# Baleydier
Pour plus de détails, voir Fiche technique et Distribution.
Baleydier est un film français réalisé par Jean Mamy, sorti en 1932.

## Fiche technique
- Titre : Baleydier
- Autre titre : L'Affaire Baleydier
- Réalisation : Jean Mamy, assisté de Pierre Prévert
- Scénario : André Girard
- Adaptation et dialogues : Jacques Prévert
- Décors : Gabriel Scognamillo
- Photographie : Roger Hubert et Theodor Sparkuhl
- Société de production : Les Établissements Braunberger-Richebé (Billancourt)
- Pays d'origine :  France
- Format : Noir et blanc - 1,20:1 - Mono - 35 mm
- Genre : Comédie
- Durée : 74 minutes
- Date de sortie : 
  - France - 16 janvier 1932

## Distribution
- Michel Simon : Baleydier
- Josseline Gael : Lola
- Maria Fromet : Jeanne, l'amie
- Pierre Pradier : Petrequin
- Alexandra Pecker
- Geo Lecomte : l'huissier
- Blanche Peyrens : la caissière
- Jean Gehret : Bloch
- Roger Gaillard : le coiffeur
- Pierre Prévert : l'assistant du réalisateur
- Max Dalban
- J. P. Martin
- Yvonne Scheffer
- Georges André-Martin

## Autour du film
Baleydier est la première réalisation de Jean Mamy. Ce film est maintenant introuvable.